# Caroline Tischbein

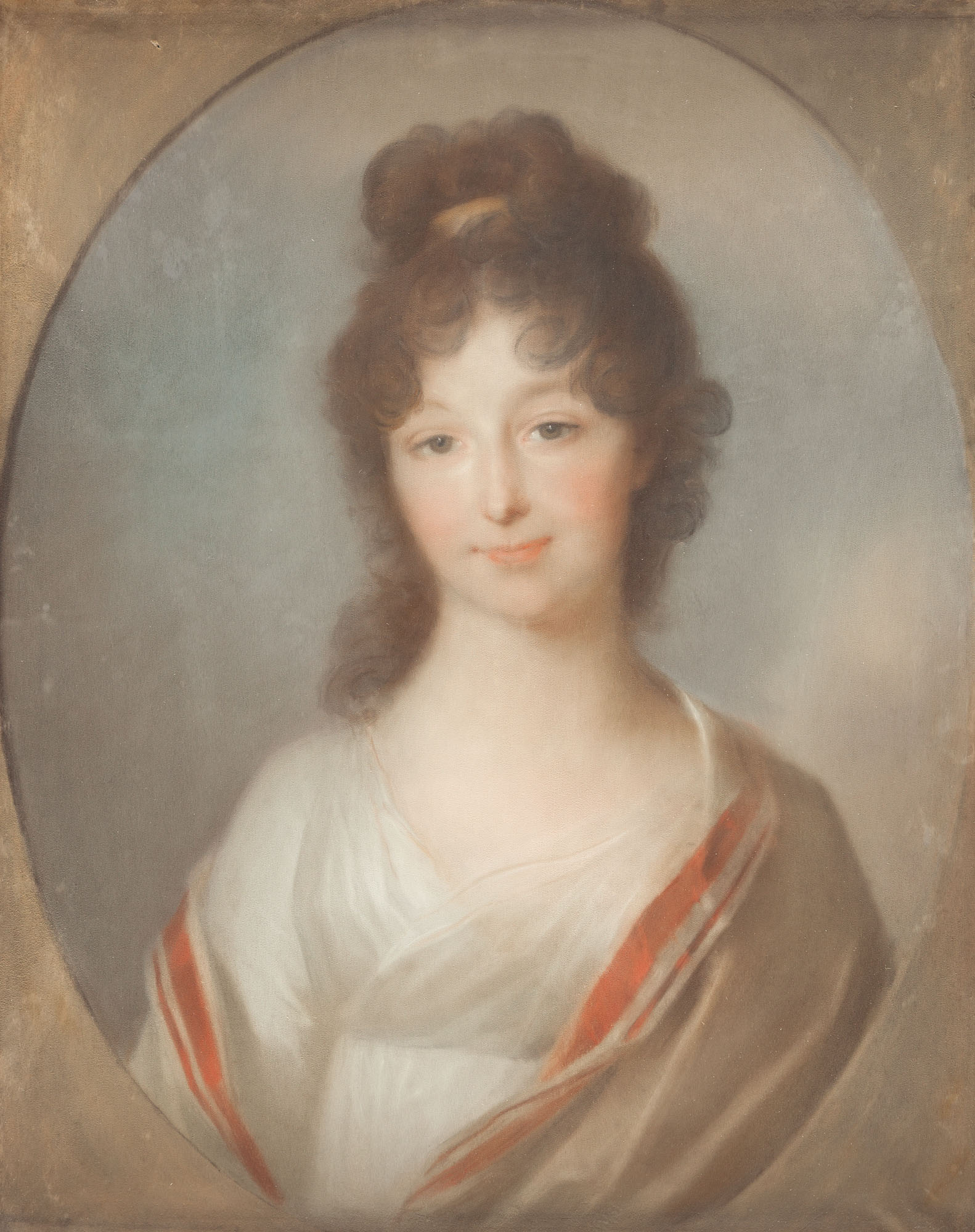
Johann Friedrich August Tischbein: Brustbild der Caroline Tischbein

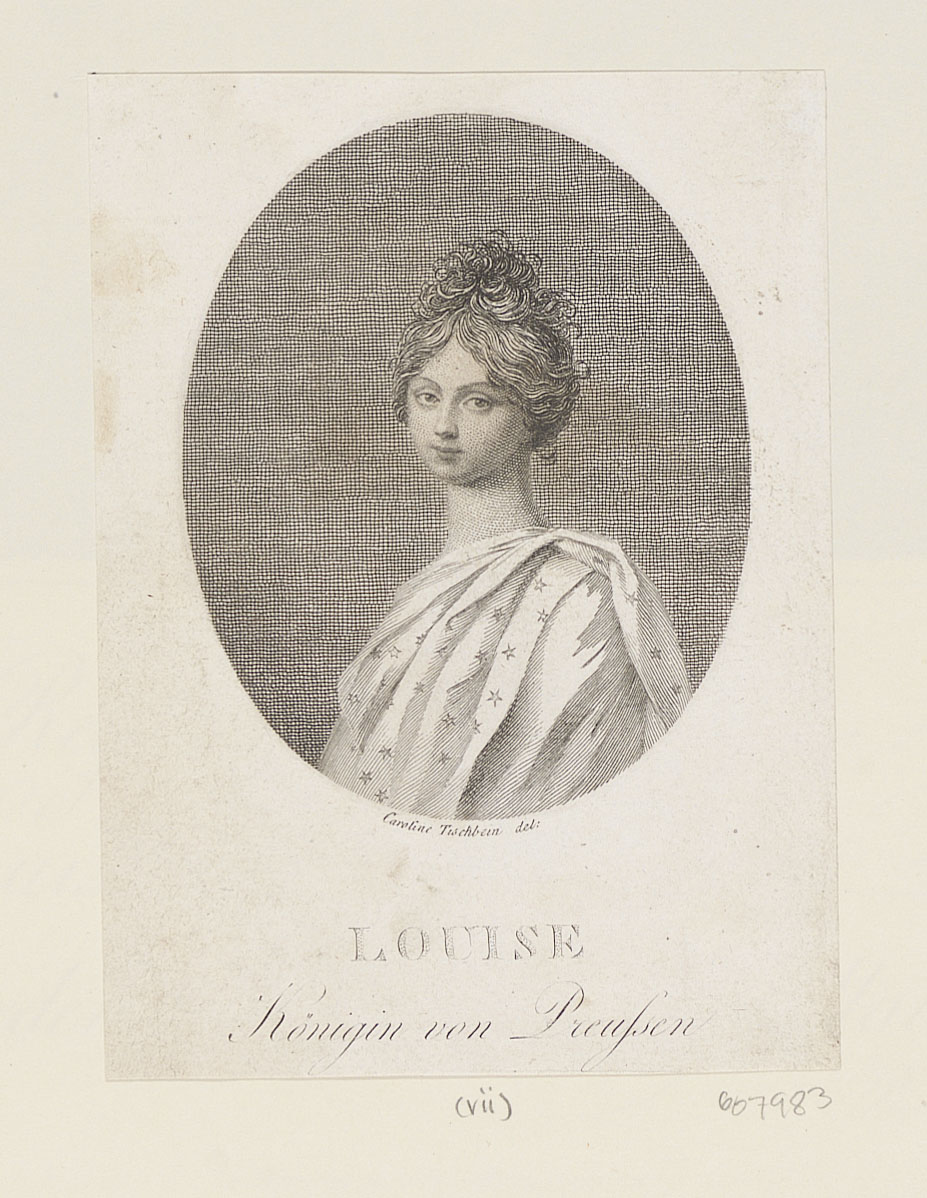
Louise von Mecklenburg-Strelitz, Königin von Preußen, Radierung nach einer Zeichnung von Caroline Tischbein

Caroline Tischbein (verheiratete Wilken; * 5. November 1783 in Arolsen; † 29. April 1842 in Berlin) war eine Zeichnerin aus der hessischen Künstlerfamilie Tischbein.

## Leben
Caroline Tischbein war das erste Kind von Sophie Tischbein (geborene Müller), der Tochter eines fürstlichen Kammerrats, und dem Arolser Hofmaler Johann Friedrich August Tischbein, dem sogenannten „Leipziger Tischbein“. Ihre Schwester Betty wurde 1787 geboren, es folgte noch ein Bruder, Carl Wilhelm Tischbein, der später Professor für Zeichenkunst an der Bonner Akademie wurde. Sie wuchs an unterschiedlichen Orten, meist den Wirkungsorten ihres Vaters auf, neben Arolsen waren dies die Niederlande, Dessau, Weimar, Jena und ab 1800 Leipzig und Dresden. Sie lernte Niederländisch und Englisch und beherrschte die Sprachen lebenslang gut.
Von ihrem Vater erhielt sie Zeichenunterricht, er förderte ihre Begabung, und auf der Dresdner Kunstausstellung von 1801 wurden ihre Zeichnungen ausgestellt.
Im September 1806 heiratete sie in der Leipziger Thomaskirche – unter Abwesenheit ihres Vaters, der in St. Petersburg weilte – den Historiker und Orientalisten Friedrich Wilken, mit dem sie nach Heidelberg ging. Die erste Tochter Sophie wurde im November 1807 geboren, es folgten zwei Söhne und eine weitere Tochter, die 1818 schon in Berlin geboren wurde. Die Familie lebte in einem intellektuellen Milieu, und die Zeit in Heidelberg gilt als ihre produktivste als Künstlerin: Tischbein zeichnete Kopien von Gemälden ihres Vaters und porträtierte eine Reihe von bekannteren Persönlichkeiten, so etwa Achim von Arnim in einem Miniaturbild (1808) und Christoph Martin Wieland. Eine ihrer Zeichnung verarbeitete Heinrich Friedrich Thomas Schmidt in ein Medaillonbildnis der preußischen Königin Luise.
Einige Jahre nachdem Friedrich Wilken 1816 als Professor nach Berlin berufen wurde, erkrankte er psychisch („Nervenleiden“). In dieser Zeit konnte seine Frau mit ihren Porträtzeichnungen zum Familienunterhalt und den Krankenkosten beitragen. Sie starb nach längerer Krankheit 1843 und wurde neben ihrem Ehemann auf dem Dorotheenstädtischen Friedhof in Berlin beigesetzt.
Einige wenige ihrer Arbeiten sind in den graphischen Sammlungen der Museumslandschaft Hessen Kassel erhalten geblieben und wurden 2016 in einer Ausstellung in Kloster Haina gezeigt.
Für ihre Kinder hatte sie bis zum Tode ihres Vaters 1812 detailliert ihre Familienerinnerungen niedergeschrieben; diese wurden 1923 von Adolf Stoll ausführlich annotiert und ergänzt herausgegeben. Sie hinterließ außerdem einige Erzählungen und unveröffentlichte Romanfragmente.